# Homotrioza kuwayamai
Homotrioza kuwayamai är en insektsart som beskrevs av Yang 1984. Homotrioza kuwayamai ingår i släktet Homotrioza och familjen spetsbladloppor. Inga underarter finns listade i Catalogue of Life.